# راسونا سعید
حاجاه رانگکایو راسونا سعید (انگلیسی: Hajjah Rangkayo Rasuna Said; زاده ۱۴ سپتامبر ۱۹۱۰ – درگذشته ۲ نوامبر ۱۹۶۵) سیاستمدار اهل اندونزی بود. وی در جریان جنگ جهانی دوم طرفدار نیروهای متحدین بود. سعید شخصیتی کلیدی در مبارزات استقلال اندونزی بود. وی فعالیت‌های سیاسی خود را از سن کم آغاز کرد و در اوایل دهه ۱۹۲۰ زندگی خود یک حزب سیاسی با نام «اتحادیه مسلمانان اندونزی» (Persatuan Muslim Indonesia) تأسیس نمود ایستادگی‌اش در برابر مقامات حکومت هلند باعث شد لقب شیرزن را روی او بگذارند. نیروهای هلندی بیشتر اوقات سخنرانی‌های سعید را متوقف می‌کردند و در یکی از این رویدادها او را دستگیر و به مدت ۱۴ ماه به زندان انداختند. در ۱۹۴۲ وقتی ژاپن به مجمع‌الجزایر اندونزی حمله کرد، سعید به یک سازمان طرفدار ژاپن پیوست اما از آن برای ادامه فعالیت‌های خود برای استقلال کشور استفاده کرد. هلند در ۱۹۴۹ استقلال اندونزی را به رسمیت شناخت و برای بزرگداشت راسونا سعید نام او روی یکی از خیابان‌های اصلی در جاکارتا، پایتخت این کشور گذاشته شد. نام وی در فهرست پهلوانان ملی اندونزی گنجانده شده‌است.